# 卢克·杰克逊 (1941年)
卢修斯·布朗·杰克逊（英語：Lucious Brown Jackson，1941年10月31日—2022年10月12日），美国NBA联盟职业篮球运动员。他在1964年的NBA选秀中第1轮第4顺位被费城76人选中。